# Station Sobótka Zachodnia
Station Sobótka Zachodnia is een spoorwegstation in de Poolse plaats Sobótka.